# Việt Trì
Việt Trì est une ville du Viêt Nam et le chef-lieu de la province de Phú Thọ.
Elle est située à 70 kilomètres au nord-ouest de Hanoï, dans le nord du Viêtnam, à « Ngã ba Hạc » (carrefour) sur le fleuve Rouge (en vietnamien: sông Hồng, ou hồng Hà), là où celui-ci reçoit sur sa rive droite la rivière Claire (sông Lô), légèrement en aval de l'endroit où la rivière Noire (sông  Đà) a déjà rejoint le fleuve Rouge sur sa rive gauche. C'est pourquoi Việt Trì est également connue sous le nom de « ville de la confluence ».
En 2010,sa population était de 260288 habitants. N.B.: voir le lien avec la page en anglais "Districts of Vietnam". Statoids. Retrieved March 23, 2009.